# Jos sä tahdot niin
Jos sä tahdot niin (in finlandese "Se tu volessi") è un singolo del musicista finlandese Hector, pubblicato attraverso la Flamingo Music in vinile nel 1988. Il brano proviene dal suo album Varjot ja lakanat dello stesso anno. Come b-side il singolo contiene il brano Uushiljaisuus.

## Cover
Nel novembre 2009 uscì la versione pop di Jippu e Samuli Edelmann, che entrò nelle classifiche finlandesi raggiungendo il primo posto. Il brano è stato usato anche come colonna sonora per il film Jos rakastat.

## Tracce
Lato A
1. Jos sä tahdot niin – 4:01

Lato B
1. Uushiljaisuus – 4:15

## Musicisti
I seguenti musicisti hanno preso parte alla registrazione del brano:
- Hector - voce chitarra
- Jukka Hakoköngäs - piano
- Peter Lerche - chitarra
- Juha Tikka - basso
- Tapio "Mongo" Aaltonen - percussioni
- Heikki Hämäläinen - violino
- Yrjö Lasonpalo - violino
- Mauri Pietikäinen - viola
- Kari Lindstedt - violoncello